# 8 Leporis
8 Leporis (8 Lep) es una estrella en la constelación de Lepus, la liebre, de magnitud aparente +5,22.
De acuerdo con la nueva reducción de los datos de paralaje del satélite Hipparcos, se encuentra a 505 pársecs o 1646 años luz del sistema solar.
Es miembro de la asociación estelar Orion c, al igual que 55 Orionis y V1046 Orionis.
8 Leporis es una subgigante blanco-azulada de tipo espectral B2IV.
Es una estrella caliente con una temperatura superficial de 21.150 K y una luminosidad bolométrica —que incluye una importante cantidad de energía radiada como luz ultravioleta— 12.060 veces mayor que la luminosidad solar.
Su radio es cinco veces más grande que el del Sol y gira sobre sí misma con una velocidad de rotación proyectada de 15 km/s.
Sus características son similares a las de Decrux (δ Crucis) o Lesath (υ Scorpii), pero está mucho más alejada que estas.
8 Leporis presenta una metalicidad inferior a la solar ([Fe/H] = -0,31).
Posee una masa de 10,1 ± 0,5 masas solares y su edad se cifra en 21,7 millones de años.
Su masa justo sobrepasa el límite por encima del cual las estrellas finalizan su vida explosionando en forma de supernova.